# Cardenete
Cardenete és un municipi espanyol de la província de Conca, a la comunitat autònoma de Castella - la Manxa. El 2023 tenia 479 habitants.